# تاكاشي آبي
تاكاشي آبي (باليابانية: 安部 崇士) (مواليد 15 يوليو 1997) هو لاعب كرة قدم ياباني.

## وصلات خارجية
- تاكاشي آبي على موقع رابطة كرة القدم اليابانية للمحترفين (اليابانية)
- تاكاشي آبي على موقع قاعدة بيانات كرة القدم.إي يو (الإنجليزية)
- تاكاشي آبي على موقع Soccerway.com (الإنجليزية)
- تاكاشي آبي على موقع عالم كرة القدم.نت (الإنجليزية)